# Coloradoa nodulosa
Coloradoa nodulosa är en insektsart. Coloradoa nodulosa ingår i släktet Coloradoa och familjen långrörsbladlöss. Inga underarter finns listade i Catalogue of Life.